# チャルメラ (ゲーム)
『チャルメラ』は、パック・イン・ソフトと明星食品が開発し、1999年11月25日に発売されたプレイステーション用ゲームソフトである。

## 概要
1950年代から1960年代の日本の街をモチーフにしたなると町を明星のラーメンブランドチャルメラのイメージキャラ、チャルメラおじさんが屋台ラーメン屋になり、ラーメンを作っていきながら人の人情物語にも触れていく屋台ラーメン体験型シミュレーションゲーム。
チャルメラおじさんが屋台を引き、時間帯や途中に出てくる人の好み別にラーメンの材料、仕込みを変えたりし期待にこたえていくと評価が上がっていき、一定条件を満たすとストーリーイベントが起こり特殊イベントや材料をくれるイベント、肉屋、製麺所、魚屋などに行くと材料がもらえるコネクションができる。
同じくラーメンが題材となったラーメン橋と比較すると、お金の概念が無いため経営要素、会計、採算の概念、ラーメンの味やラーメン勝負といったイベントはなく、ストーリーイベント以外ではひたすらラーメンを売り評価を上げていくのがメインになる。

## 主な登場人物
チャルメラおじさん
一平
おじさんが屋台から離れた隙に屋台から具を盗み食いしたところを捕まるが見逃してくれたおじさんに感動し、勝手に押し掛け弟子になる。名前の由来は同社から発売されているカップラーメン一平ちゃんから。
神風迅
タクシー運転手。おじさんの友達でラーメンの評価をしてくれる。
白泉ウララ
女子高生。空腹でラーメンを買い食いする。その後、甘いラーメンが無い事を疑問に思いチョコレートを具にしたラーメンをリクエストしたり、文化祭で生クリームを乗っけたパフェラーメンを考案する。
マダム・イヤーン
同業の中華料理店店主。人気メニューは高級中華料理『中華三昧』。
花子
温泉街で出会う女の子。舌っ足らずでいただきますやごちそうさまの挨拶をおじさんに確認したり、尻から何か生えているが･･･
天野恵
モダンガールファッションの新聞記者。現在まで特撮ヒーロー劇、ワンダーフォーゲル部を経て新聞記者を辞めて小説家になろうかとおじさんに相談する。
小石屋
日本そば屋の店主。店の近くで営業すると因縁をかけてくる。
雲菜
寺の坊さん。修行中で精進ラーメンの製作を依頼される。